# Grzegorz VI (antypapież)
Grzegorz VI – antypapież w okresie od maja do grudnia 1012 roku.

## Życiorys
Po śmierci papieża Sergiusza IV doszło do konfliktu dwóch patrycjuszowskich rodzin rzymskich. Krescencjusze wysunęli papieską kandydaturę Grzegorza, natomiast Tuskulańczycy – Teofilakta. Teofilakt, który przyjął imię Benedykta VIII został konsekrowany na papieża, ale Grzegorz nie dał za wygraną i ogłosił się również papieżem – Grzegorzem VI. Nie mogąc zająć Rzymu, udał się do króla niemieckiego Henryka II. Cesarz nie uznał jednak żądań Grzegorza VI i uznał za prawowitego papieża, Benedykta VIII.